# Dagmar Lassander
Dagmar Lassander (ur. 16 czerwca 1943 w Pradze jako Dagmar Regine Hader) – niemiecka aktorka.

## Filmografia
- 1969: Femina ridens
- 1970: Il Rosso segno della follia
- 1970: Le foto proibite di una signora per bene
- 1976: La Lupa mannara
- 1976: Czarny korsarz
- 1976: Classe mista
- 1978: Wielka Stopa w Afryce
- 1981: Dom przy cmentarzu
- 1981  Czarny kot
- 1982: W la Foca!
- 1983: Occhio, malocchio, prezzemolo e finocchio
- 1983: S.A.S. à San Salvador
- 1987: Rodzina